# 盧卡·莱昂納迪
盧卡·莱昂納迪（英語：Luca Leonardi；1991年1月1日—）是一位意大利游泳運動員，他擅長自由泳。在2014年歐洲游泳錦標賽上他獲得100米自由泳的銅牌。他也代表國家參加了2016年夏季奧林匹克運動會。